# Bolex H8
Bolex H8 är en 8mm filmkamera som tillverkades av Paillard Bolex mellan år 1938 och 1965. 
Kameran kan använda dubbel 8 film på 25, 50 och 100-fots (ca 7,5 meter, 15 meter och 30,5 meter) rullar med film eller 400 fot (ca 122 meter) ifall kameran har modifierats till att använda externa magasin. Kameran har kvar en majoritet av funktionerna som Bolex H16 kamerorna använde. Kameran kan även använda elektriska motorer istället för sin inbyggda fjädermotor. Vissa kameror konverterades även till att ta dubbel super-8 film.

## Skillnader mellan H8 och H16 modellerna
|          | H8      | H16     |
| -------- | ------- | ------- |
| Objektiv | D-Mount | C-Mount |
| Format   | 8mm     | 16mm    |

1. ↑  ”Bolexcollector.com”. Bolexcollector.com. http://bolexcollector.com/cameras/h8leader.html. Läst 3 juni 2025.